# Alien Army
Gli Alien Army sono un collettivo di DJ nato nel 1996.

## Storia del gruppo
Il collettivo nasce nel 1996 dall'esigenza di DJ Skizo di riunire tutti i più grandi DJ italiani di talento che operano sui giradischi. In brevissimo tempo, infatti, gli Alien Army collezionano il più alto numero di titoli nelle competizioni di "Turntablism" italiane, affermandosi anche a livello europeo e mondiale. Il gruppo crea uno stile proprio che esporta discograficamente in tutto il mondo, fondando una "scuola" di pensiero che ancora oggi è fonte di ispirazione.
Nel 2005, dopo l'esperienza del GT Tour, i membri della Crew intraprendono un percorso di sperimentazione artistica individuale alla ricerca di nuove e stimolanti percezioni musicali. Nel 2011 si concretizza la reunion ufficiale del gruppo e si aggiunge il Campione del Mondo IDA 2010 DJ Mandrayq. Nel 2013 fa il suo debutto nella Crew DJ Simo G, tre volte campione italiano KCS e B4B, che ha rappresentato l'Italia al Worldwide B4B 2014. Al team si aggiungono poi DJ Fakser (campione DV/DJ-Tech Online Scratch Battle 2013), DJ 5L (campione KCS 2014) e il produttore Chryverde (membro del collettivo Waamoz). Nel 2021 entra nella crew DJ Bront (campione IDA Italy 2018; KCS 2019; DMC Italy 2019/2020) debuttando con il singolo "Top of the World".
Nel 2024 Alien Army partecipa alla creazione dell'album di DJ Skizo Prima del prima uscito per Orangle Records.

## Formazione
Attuale
- DJ Skizo
- John Type
- DJ Mandrayq
- DJ Simo G
- DJ Fakser
- DJ 5L
- Chryverde
- DJ Bront
- Dj Ghost

Ex componenti
- DJ Stile
- DJ Double S
- DJ Inesha
- DJ Micro Metz
- DJ Gruff
- DJ 2P
- DJ Zak
- DJ Tayone

## Discografia

### Album in studio
- 1999 – Orgasmi meccanici
- 2003 – The End
- 2015 – The Difference
- 2016 – Quattro
- 2018 – Goodmorning Worldwide
- 2021 – OGM

### Mixtape
- 1996 – Il contatto

### EP
- 1999 – Mono spettacolare
- 1999 – Alien Army
- 2003 – Daily Nightmare
- 2015 – Big Party Remixes
- 2015 – Oh Yeah Remixes
- 2022 – Top of the World feat DJ Bront